# Дивізіон Чернишова
Дивізіон Чернишова (рос. Дивизион Чернышёва) — один з дивізіонів Континентальної хокейної ліги, утворений у 2008 році як один з 4-х дивізіонів з метою розділення команд за спортивним (географічним та ін.) принципом.
Названий на честь Аркадія Чернишова — одного із засновників радянської школи хокею із шайбою, першого чемпіона СРСР у складі «Динамо» (Москва).

## Склад дивізіону
Сезон 2008—09
- «Ак Барс» (Казань)
- «Динамо» (Москва)
- «Торпедо» (Нижній Новгород)
- «Нафтохімік» (Нижньокамськ)
- «Барис» (Астана)
- «Витязь» (Чехов)

Сезон 2009—10
Починаючи з сезону 2009—10 років поділ у КХЛ відбувся за географічним принципом, з утворенням не тільки дивізіонів, але і конференцій, що включають по 2 дивізіони. Дивізіон Чернишова опинився у Східній конференції.
- «Авангард» (Омськ)
- «Амур» (Хабаровськ)
- «Барис» (Астана)
- «Металург» (Новокузнецьк)
- «Салават Юлаєв» (Уфа)
- «Сибір» (Новосибірськ)